# Patronato (Santa Maria)
Patronato és un barri de la ciutat brasilera de Santa Maria, Rio Grande do Sul. El barri està situat al districte de Sede.

## Villas
El barri amb les següents villas: Parque Residencial Padre Caetano, Patronato, Vila Dois de Novembro, Vila Guarani, Vila Plátano.

## Galeria de fotos

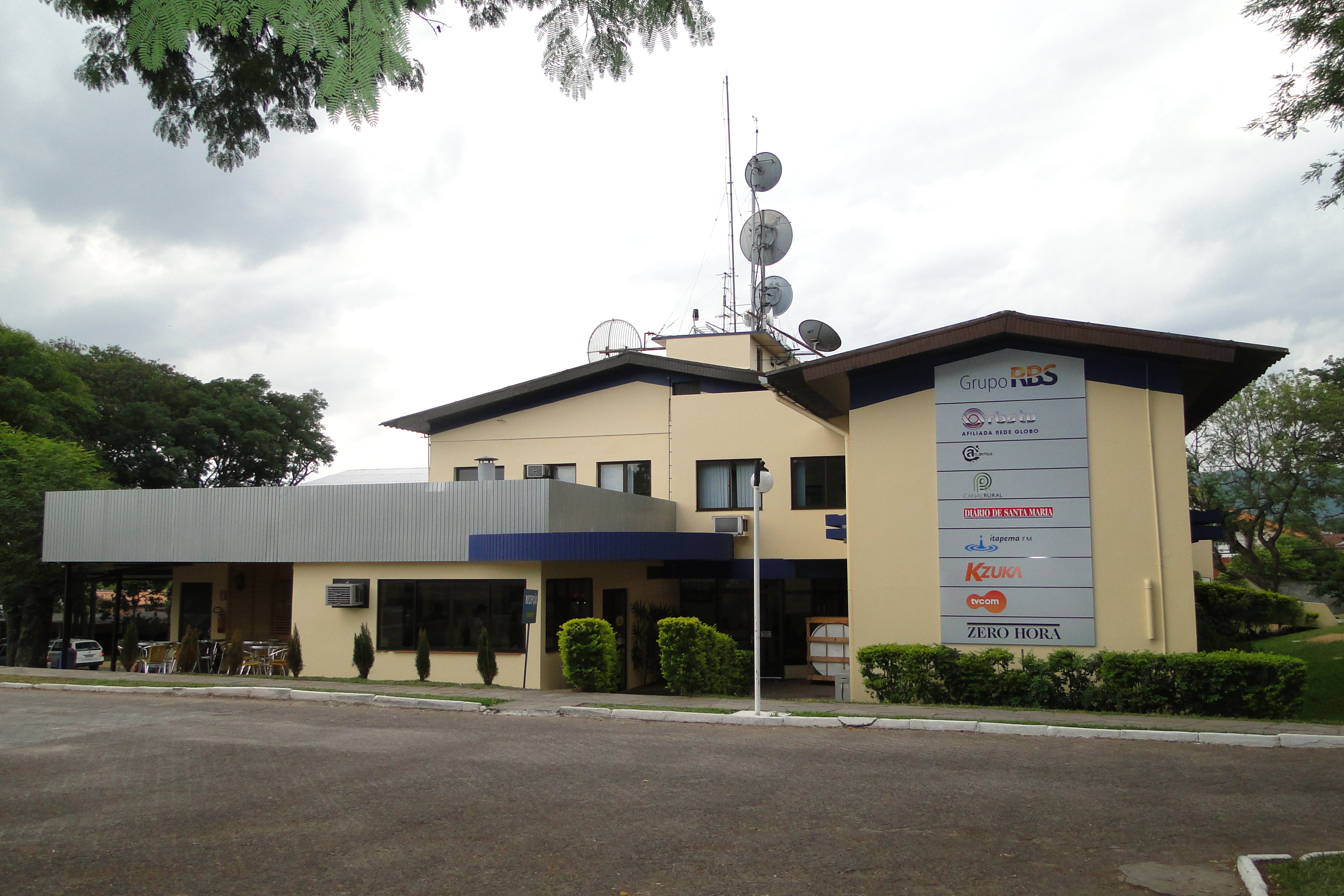
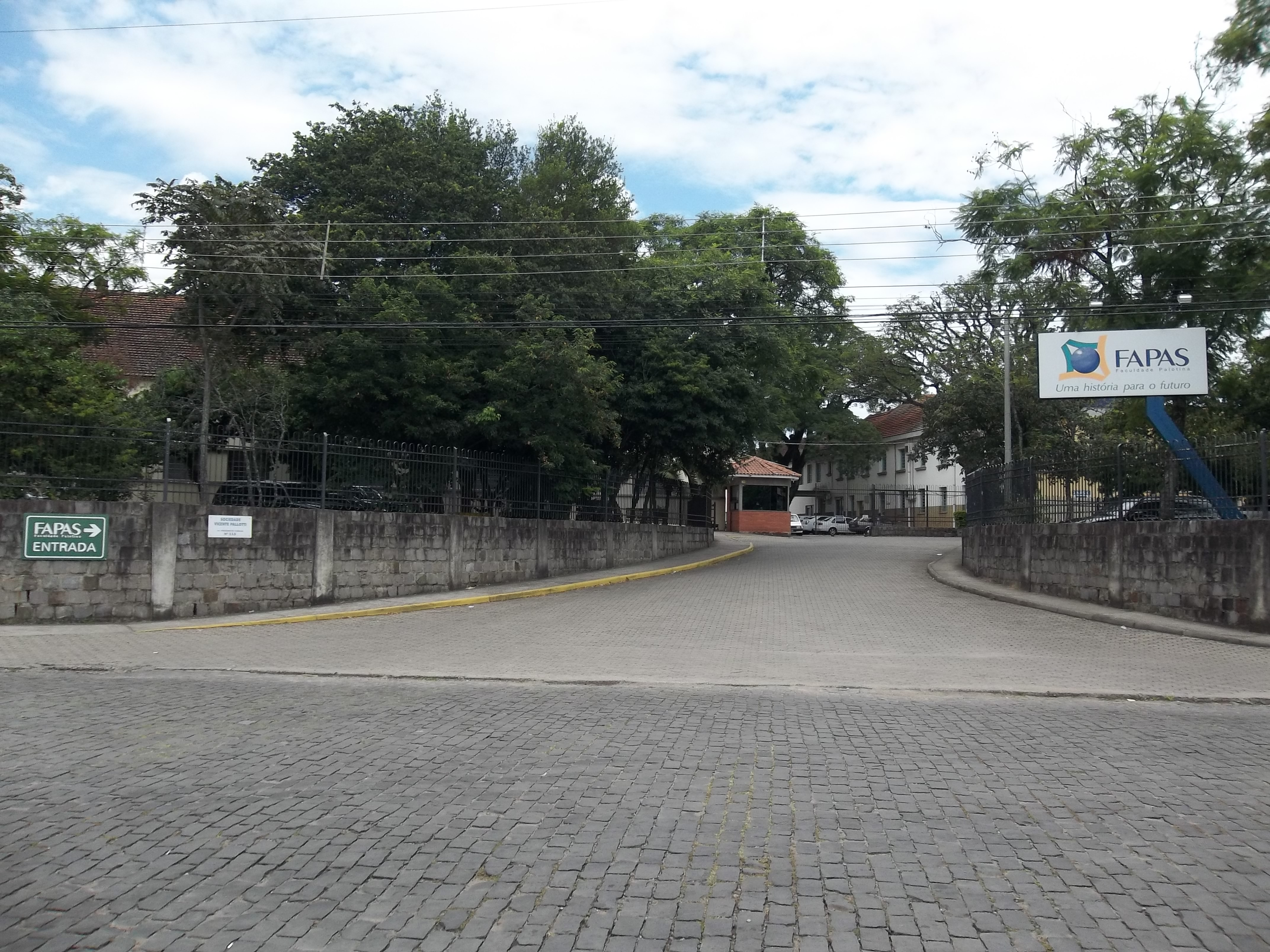
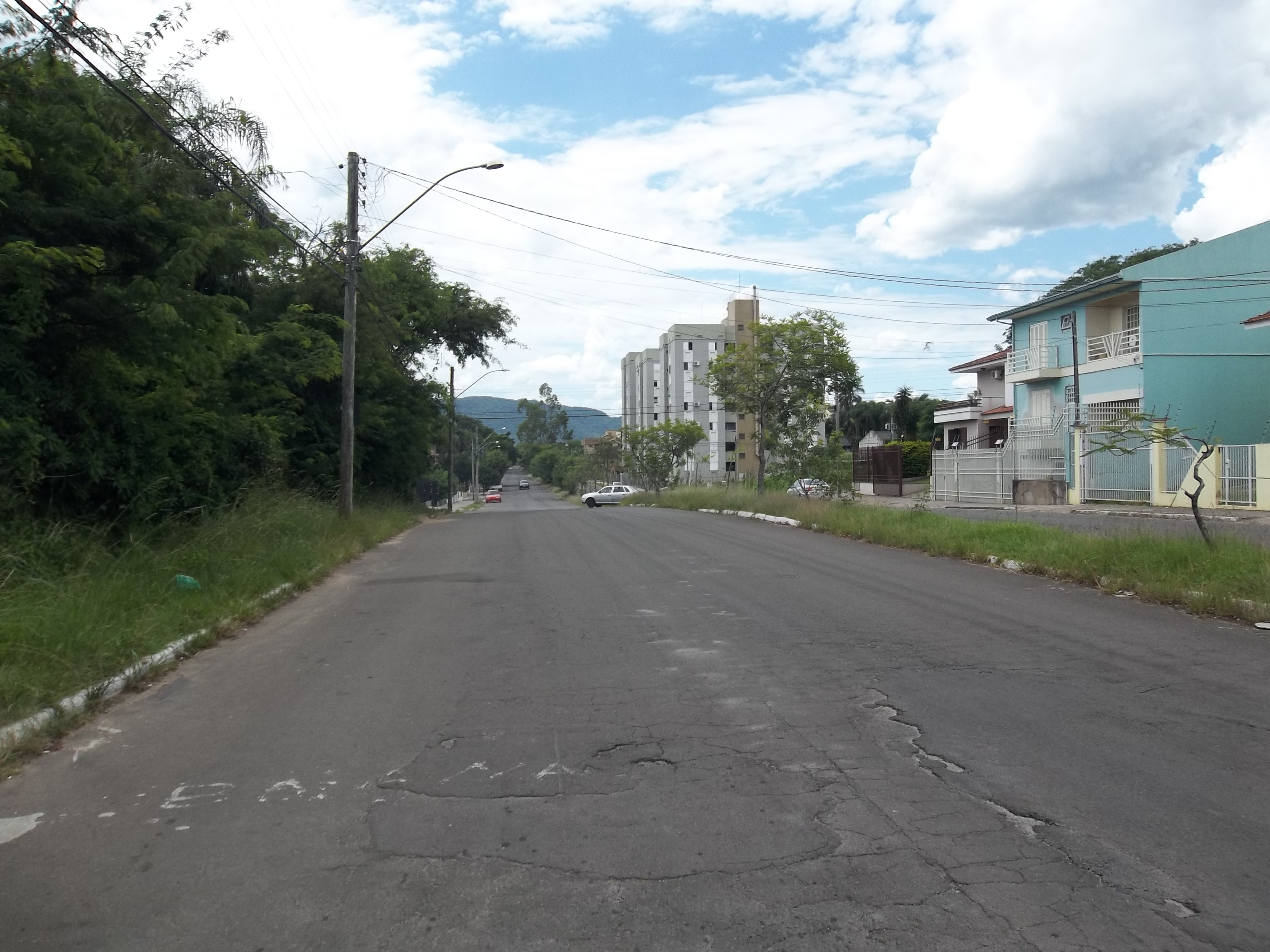

| Noal Juscelino Kubitschek | Noal                  | Noal                                    |
| Juscelino Kubitschek      |                       | Nossa Senhora de Fátima Duque de Caxias |
| Renascença                | Renascença / Urlândia | Duque de Caxias                         |